# 布拉若韋
51°25′25″N 27°19′46″E / 51.42361°N 27.32944°E
布拉若韋（烏克蘭語：Блажове），是烏克蘭西北部的村莊，隸屬里夫內州的薩爾內區。該村始建於1600年，面積87.47平方公里，海拔高度153米，2001年人口1,380。